# Woman Tonight
Woman Tonight è un brano musicale del gruppo musicale pop rock America, pubblicato nel 1975 come terzo singolo per il loro quinto album, Hearts. Fu scritto dal membro Dan Peek e prodotta da George Martin.
La canzone raggiunse la quarantaquattresima posizione della Billboard Hot 100.
Il singolo contiene sul lato B Bell Tree.